# Dinochora clytozona
Dinochora clytozona är en fjärilsart som beskrevs av Edward Meyrick 1924. Dinochora clytozona ingår i släktet Dinochora och familjen äkta malar. Inga underarter finns listade i Catalogue of Life.